# Castelo de Balfour (Angus)

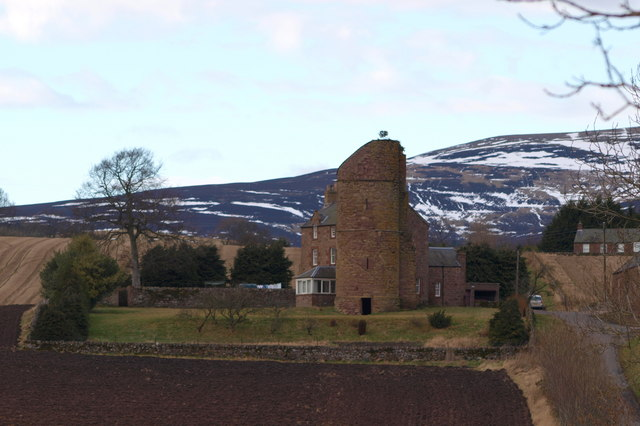
Foto do Castelo de Balfour

O Castelo de Balfour foi uma mansão baronial em Balfour Mains, perto de Kirkton de Kingoldrum, Angus, Escócia. O castelo construído no século XVI está em grande parte demolido, excepto uma torre circular de seis andares. Uma casa de fazenda foi construída no local, incorporando algumas das ruínas, por volta de 1845. A casa da fazenda e as ruínas do castelo foram designadas como um edifício listado da Categoria B em 1971.